# オオバミゾホオズキ
オオバミゾホオズキ（大葉溝酸漿、学名：Mimulus sessilifolius）はハエドクソウ科（APG植物分類体系）ミゾホオズキ属の多年草。高山植物。
旧分類ではミゾホオズキ属はゴマノハグサ科に分類されていた。

## 特徴
茎は直立し、高さは10-30cm。葉は茎に対生し、形は卵形または卵円形、葉の長さ2.5-6cm、幅1-3cm、縁は尖った鋸歯をもつ。葉柄はない。
花期は7-8月。花は黄色、筒型で長さ2.5-3cm。上部の葉腋に細長い花柄をもって花をつける。果実は長楕円形の蒴果となる。
和名は「大きな葉を持つミゾホオズキ」の意味。また、ミゾホオズキ（溝酸漿）は水辺（溝）に生え、実がホオズキに似ていることから。

## 分布と生育環境
日本では、本州の中部以北の日本海側、北海道に分布し、高山で、沢沿いや湿地などの水気のある場所に群生する。日本以外では南千島、樺太に分布する。

## ギャラリー

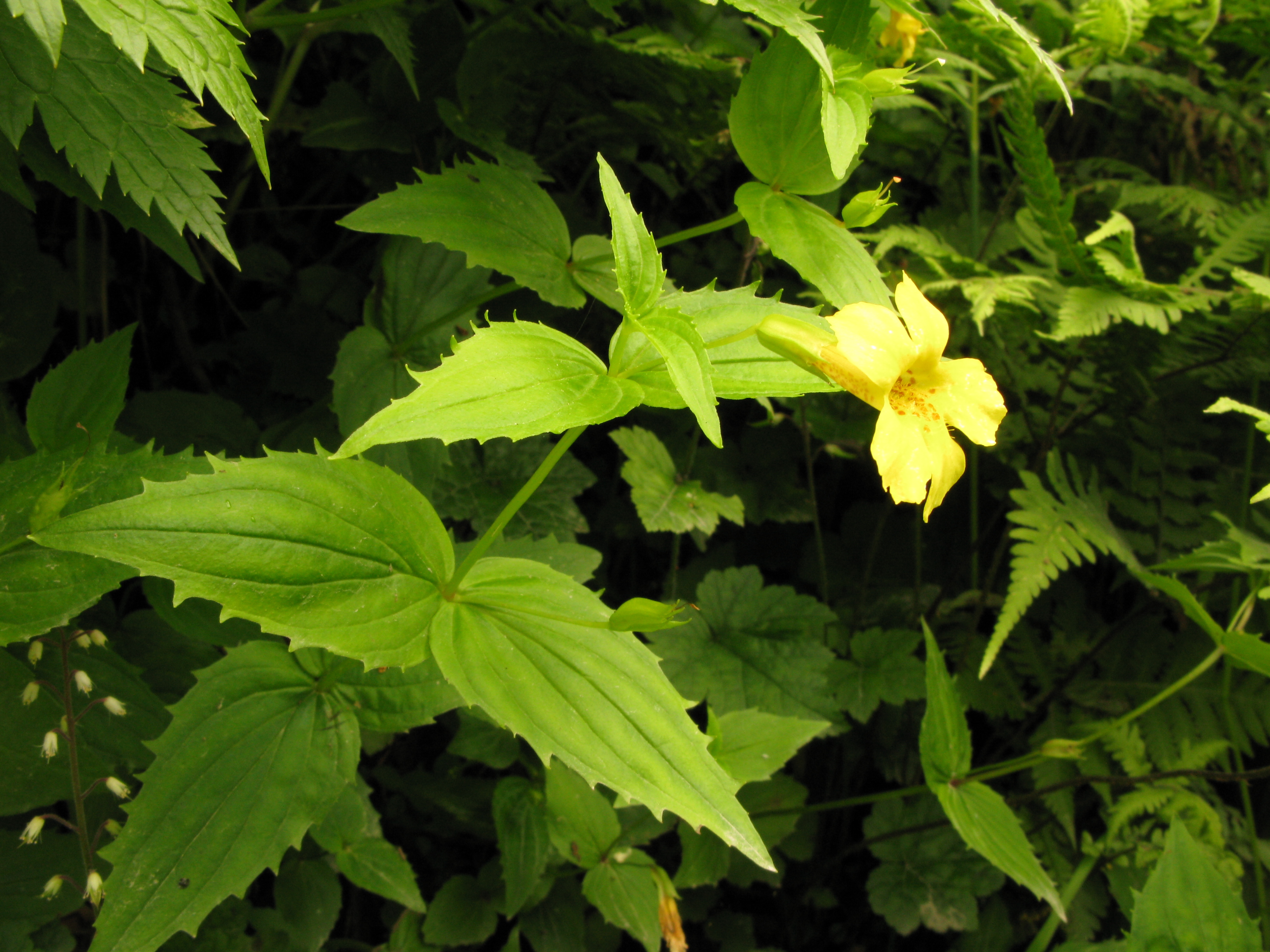
福島県帝釈山 2009年7月
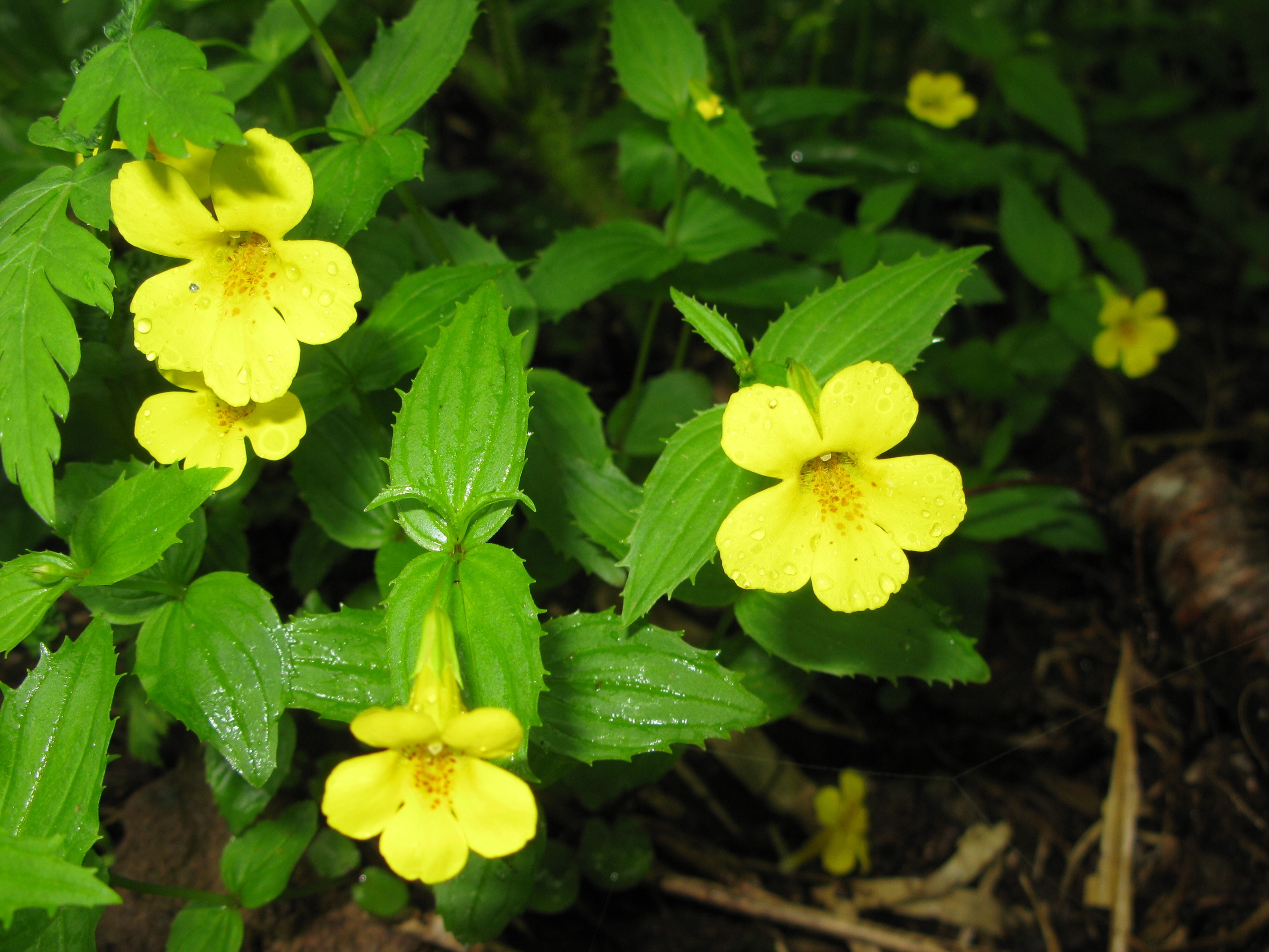
福島県燧ケ岳 2013年7月